# A Fonsagrada (Gerichtsbezirk)
Der Gerichtsbezirk A Fonsagrada ist einer der 9 Gerichtsbezirke in der Provinz Lugo.
Der Bezirk umfasst 5 Gemeinden auf einer Fläche von 995,08 km² mit dem Hauptquartier in A Fonsagrada.

## Gemeinden
| Gemeinde                    | Einwohner (2024) | Fläche km² | Dichte Einw./km² | Cod INE | Postleitzahl |
| --------------------------- | ---------------- | ---------- | ---------------- | ------- | ------------ |
| Baleira                     | 1.120            | 168,82     | 7                | 27004   | 27130        |
| A Fonsagrada                | 3.116            | 438,45     | 7                | 27018   | 27100        |
| Navia de Suarna             | 979              | 242,56     | 4                | 27034   | 27650        |
| Negueira de Muñiz           | 240              | 72,26      | 3                | 27035   | 27113        |
| Ribeira de Piquín           | 492              | 72,99      | 7                | 27053   | 27245        |
| Gerichtsbezirk A Fonsagrada | 5.947            | 995,08     | 6                | –       | –            |